# Fátima Molina
Pour les articles homonymes, voir Molina.
Fátima Molina est une actrice mexicaine née le 9 mars 1986 à Ensenada dans l'État de Basse-Californie au Mexique.

## Biographie
En 2008, elle concourt dans une émission de téléréalité intitulée La Academia.
Elle se fait connaître en 2018 en interprétant le premier rôle de la série Tres Milagros.

## Filmographie
Telenovelas
- 2016-2017 : La Doña : Lidya Corona
- 2017 : Las Malcriadas : Yuridia Cavarca
- 2018 : Tres Milagros : Milagros Cruz "Nikita"
- 2018 : Falco : Sonia García
- 2018-2020 : Diablero : Enriqueta Infante "Keta"
- 2021 : Te acuerdas de mí : Vera Solís
- 2021 : Qui a tué Sara ? : Clara